# Perissus tsutsumii
Perissus tsutsumii är en skalbaggsart som beskrevs av Makihara 1979. Perissus tsutsumii ingår i släktet Perissus och familjen långhorningar. Inga underarter finns listade i Catalogue of Life.